# 爱德华多·德拉尼
伊度亚杜·迪兰尼（Eduardo Delani，1981年11月3日—），是一名巴西职业足球运动员，司职中场，也可以踢前锋位置。他是巴西球星卡卡的双重亲表兄弟。

## 职业生涯
迪蘭尼曾经先后效力于布拉迪诺、克鲁塞罗、马里利亚、博塔弗戈、哈尔姆斯塔德、雷加塔和瓦埃勒等球队。
2010年，他和瓦埃勒中止合同，并来到中国试训，他的表现得到广州队主帅彭伟国的认可，成功加盟广州。但受伤病困扰，他在2010赛季仅出场3次。
迪蘭尼在2011年夏季转会加盟丹麦足球甲级联赛球队维堡FF。